# Voile (papillon)
Drymonia velitaris
Pour les articles homonymes, voir Voile.
Espèce
La Voile (Drymonia velitaris) est une espèce de lépidoptères (papillons) de la famille des Notodontidae.
- Répartition : Espagne, Europe centrale et occidentale, jusqu’en Arménie et en Asie mineure.
- Envergure du mâle : 15 à 17 mm
- Période de vol : de mai à juillet, une génération.
- Habitat : bois.
- Plantes hôtes : Quercus, Fagus et Populus.

## Source
- P.C. Rougeot, P. Viette, Guide des papillons nocturnes d'Europe et d'Afrique du Nord, Delachaux et Niestlé, Lausanne 1978.